# Diecezja Tulcán
Diecezja Tulcán (łac. Dioecesis Tulcanensis) – rzymskokatolicka diecezja w Ekwadorze należąca do metropolii Quito. Została erygowana 17 marca 1965.

## Ordynariusze
- Luis Clemente de la Vega Rodriguez 1965 – 1987
- Germán Trajano Pavón Puente 1989 – 2001
- Luis Antonio Sánchez Armijos S.D.B. 2002 – 2010
- Fausto Gaibor García 2011 – 2021
  - Luis Bernardino Núñez Villacís (nominat, zrezygnował przed przyjęciem sakry)
- Carlos Washington Yépez Naranjo (od 2023)